# 視覚芸術
視覚芸術 （しかくげいじゅつ、英: visual arts）は、芸術の一形態で、視覚によって認識できるような作品を制作する表現形式を指す。絵画・彫刻・版画・写真などが視覚芸術に含まれている。

『モナ・リザ』は西洋の視覚芸術の中でも最も有名な作品であろう

視覚芸術は視覚以外に訴える他の形態の芸術とは区別されている。特に視覚と聴覚は直接物体に触れずに感知することができる感覚であるため、他の感覚よりも高度なものとみなされてきた。
- 「視覚芸術」：絵画・彫刻・版画など（パフォーマンスアートも含む）
- 「舞台芸術」：演劇・舞踊など
- 「言語芸術」：詩・文学など
- 「音響芸術」：音楽などの聴覚に訴えるもの
- 「調理芸術」：料理など味覚に訴えるもの
- その他の芸術・芸道・技術（嗅覚に訴える香道や香水技術など）
- あるいは工芸・デザイン・身体装飾など、純粋芸術ではない応用芸術に属するもの

ただしこの区別は厳格なものではない。これらの区別がない時代や文化における芸術は、視覚以外の要素を不可分に含んでいる。たとえば、東洋美術において「書画」と言う言葉が使われるように、絵画は詩文と不可分のものである。また日本の近代以前の絵画は、扇・屏風・表具・家具・刺青など工芸の分野と無縁ではない。
歌劇・映画などこれらの要素を複数含んでいる総合芸術などもある。これらは体の動きを見せる演技と、台詞やストーリーなど文学に属するものが主な要素であるが、その他に音楽やせりふの発声など音響に属するものや、セットや服飾などの美術、カメラワークや演出の技法などさまざまな視覚芸術の要素も含んでいる。
20世紀後半を通して、現代美術の一部は視覚芸術の範囲から聴覚、触覚、味覚、嗅覚など他分野に越境し、他分野の芸術などを積極的に取り入れている。

## 時間芸術と空間芸術

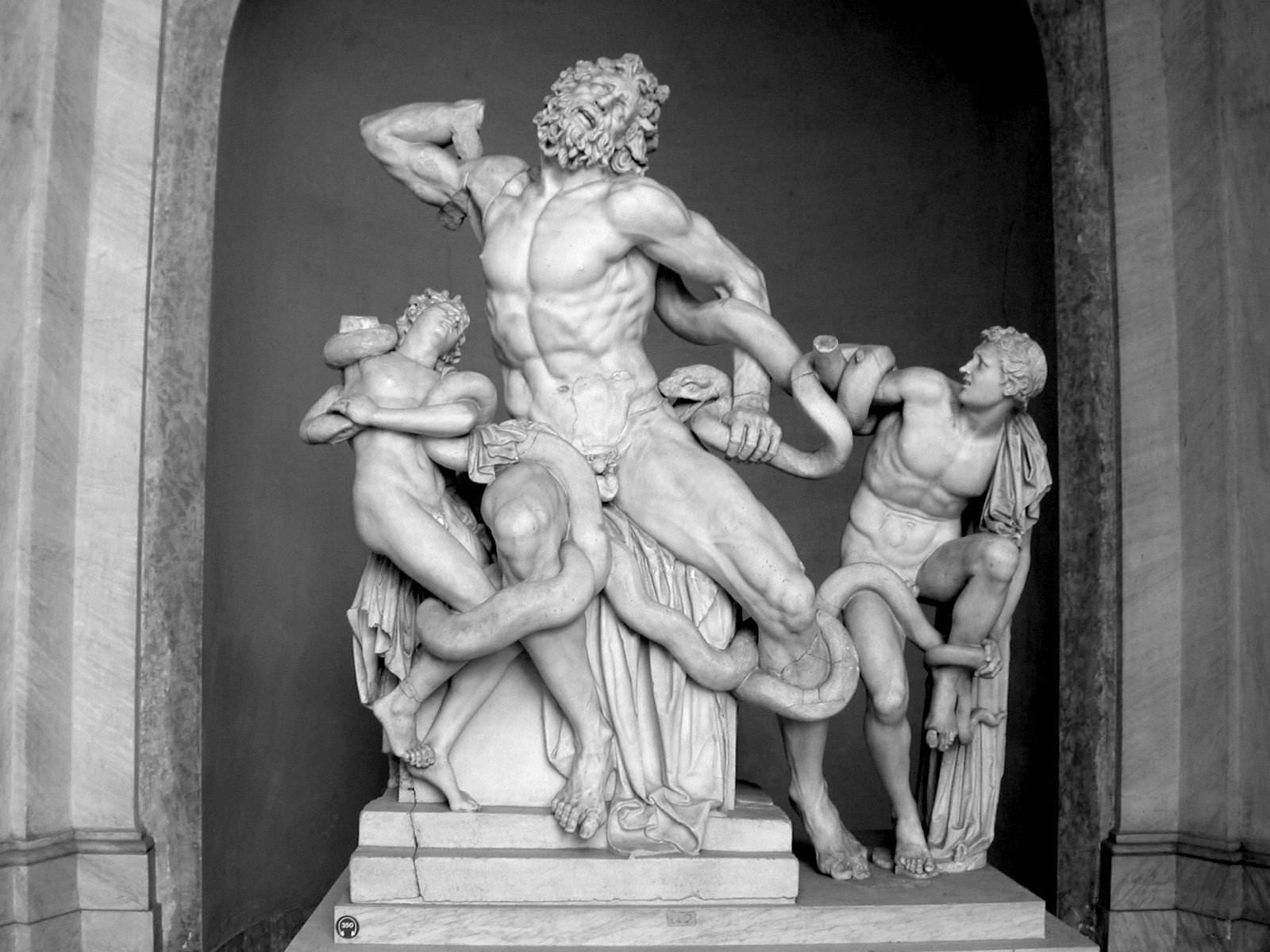
蛇に襲われるラオコオンと2人の息子

視覚芸術をめぐる議論の歴史において、絵画や彫刻などのより視覚的な芸術から、舞台など視覚以外の要素が混然とした芸術が区別されたことがあった。ゴットホールト・エフライム・レッシングは、その著書『ラオコオン』（1766年）で、1506年にローマで発掘された彫刻・ラオコーン像（古代ギリシアの彫刻家ウェルギリウスによるとされていたが、今日ではローマ時代のものである可能性が濃厚となった）を論じ、ヨハン・ヨアヒム・ヴィンケルマンの『ギリシャ芸術模倣論』（1755年）のラオコーン像賛美に挑んで論争を起こした。（→ラオコオン論争）
ヴィンケルマンは怪物に食われようとするラオコーン親子の像が強い印象を与えるのは、その断末魔や苦痛の表情ではなく抑制された表現にあるとして、古代ギリシア芸術の「気品ある単純と静穏なる威厳」を賛美した。一方、レッシングは、ラオコーン像の彫刻家は美を達成するために見苦しい断末魔のシーンを避けてその寸前を描いたから抑制された印象が現れたのだとした。ここから、レッシングは空間を使って絵具やノミで表現する絵画や彫刻は、人物や風景などの物体を対象とし、唯一の決定的瞬間・最も含蓄のある瞬間を描くものであり、対象の行為を描き時間の中の継続的な行為を描く文学や舞台などとは別のものとして分けた。彼の論によって、それまで「詩は絵のように」と、詩と絵画を姉妹としてみてきた西洋において、視覚芸術（空間芸術）と言語芸術（時間芸術）は厳然と分けられた。
ただし、絵画の中に複数の時間を並列して描くことは、古代エジプトの壁画・西洋の中世の宗教画・日本の絵巻物など古くから例が見られる。コマの連続した漫画（カートゥーン）もその伝統を汲むものであろう。また近代以降は、連続写真や映画が目では捉えられなかった運動を再現して人間の視覚や認識に多大な影響を与えたため、未来派に代表される20世紀以降の絵画や彫刻の中には「時間」の要素を取り戻そうという動きが見られるようになった。

## 純粋芸術と応用芸術

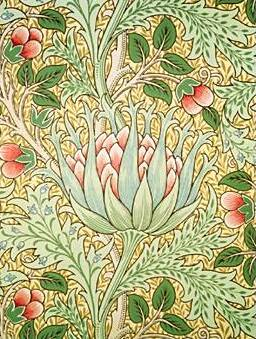
モリス商会の壁紙、アーツ・アンド・クラフツ運動の成果のひとつ

ヨーロッパなどでは近年まで、視覚芸術とは一般的に美術家が手がける純粋芸術（ファインアート、絵画・彫刻・版画など）を指し、大衆的で無名の職人が手がけるデザイン・工芸・染織（テキスタイル）・服飾・彫金・宝飾など、応用芸術とみなされる分野とは明確に区別されていた。こうした応用芸術分野は、19世紀末のイギリスにおいてウィリアム・モリスが主導した「アーツ・アンド・クラフツ」運動によって独自の主張を開始した。彼らの政治的な目的は社会改良と大衆に対する良質なデザインの供給であり、純粋芸術と応用芸術の境界を取り払うものではなかったが、イギリスの地方的な応用芸術もヨーロッパの純粋芸術同様に価値があると主張していた。彼らの運動はアール・ヌーヴォーやバウハウスなど応用芸術を舞台にした芸術運動に影響を与えるが、一方で、大衆向けの芸術をキッチュと断じ芸術について追求することを芸術の前衛の目的としたモダニズムと対立した。
これらのグループの対立は、今は視覚芸術の作品とみなされている工芸家たちの作品に対する、政治的な論争を起こすことになった。また美術教育において工芸専攻のコースが設けられることになったが、（より「高等」な）純粋芸術専攻のコースとの区別は多くの国で行われている。しかし純粋芸術と応用芸術の差は、純粋芸術の教育を受けた者が製品デザインや広告美術などを手がけるようになったり、工芸家が純粋芸術のデザイン的な影響を取り入れたりすることで20世紀の間に次第に薄れてきた。また純粋芸術と応用芸術の政治的な区別を、不要として打破するような運動が純粋芸術の側からも起こり、ネオダダやポップアートなど、大衆文化やその廃棄物、その他従来美術の素材とされていなかった媒体・材料をとりいれた作品が作られるようになった。
現在では視覚芸術という用語を使う場合、純粋芸術とされてきたものも応用芸術とされてきたものも等しく含まれていることが多い。ただし、両者の差が薄れたとはいえ、その差は常に再生産される。純粋芸術の側は哲学思想や芸術概念について考えることを主眼とし、大衆的な素材を使用してもなお大衆からは難解なものが多い。応用芸術の側は純粋芸術の「芸術についての芸術」など内輪にこもる動向を批判して、「芸術」とよばれることを拒否する者もいる。

## 視覚芸術の例
| - 絵画 - 写真 - 版画 - 彫刻 - 陶芸 - 装飾芸術 - 彫金 - 宝飾 - デザイン - 漫画 - 落書き、グラフィティ - ボディアート - ランドアート - ライトアート - メールアート | - ミニマルアート（ミニマリズム） - コンセプチュアル・アート（概念芸術） - コラージュ - ドローイング（素描） - レディメイド - インスタレーション - グラフィック・アート - サウンドアート - ビデオアート - メディアアート - コンピュータグラフィックス - 染織、テキスタイル、タペストリー - 服飾、ファッション - 漆芸、漆工芸 |

## 視覚芸術の歴史
- 美術史
- 映画史
- 写真史